# 759-й артиллерийский полк противотанковой обороны (1-го формирования)
759-й артиллерийский полк противотанковой обороны - воинское соединение Вооружённых сил СССР в Великой Отечественной войне.

## История
Полк сформирован в июне-июле 1941 года, на вооружении полка находились 20 зенитных 85-миллиметровых орудий.
В действующей армии с 20 июля 1941 по 15 сентября 1941 года.
После формирования в конце июля 1941 года попал в состав 34-й армии и направлен на рубеже реки Ловать, где 12-25 августа 1941 года принимает участие в контрударе южнее Старой Руссы, по-видимому попал в окружение и очевидно фактически разгромлен.
15 сентября 1941 года полк расформирован, но немедленно же и воссоздан 2-м формированием. Таким образом в Справочнике Боевого состава Советской армии 1941-1945 на 1 октября 1941 года в составе Северо-Западного фронта числится уже 759-й полк второго формирования.

## Полное наименование
- 759-й артиллерийский полк противотанковой обороны

## Подчинение
| Дата            | Фронт (округ)         | Армия      | Корпус | Дивизия | Бригада | Примечания |
| --------------- | --------------------- | ---------- | ------ | ------- | ------- | ---------- |
| 10.07.1947 года | Резерв Ставки ВГК     | -          | -      | -       | -       | -          |
| 01.08.1941 года | Резервный фронт       | 34-я армия | -      | -       | -       | -          |
| 01.09.1941 года | Северо-Западный фронт | -          | -      | -       | -       | -          |